# Korethraster
Korethraster is een geslacht van zeesterren, en het typegeslacht van de familie Korethrasteridae.

## Soort
- Korethraster hispidus Wyville Thomson, 1873